# Cheti V
Cheti V of wiens Nesoet-bit-naam (troonnaam) (Cheti-)Nebkaoere ("(behorende tot de (goddelijke) Corporatie), heer van de ka van Ra") luidde, was een farao (al heerste hij niet over heel Egypte) uit de 9e of 10e dynastie van Egypte (vermoedelijk eerder 10e), tijdens de eerste tussenperiode.
De koning is aangetroffen in het fragmentarisch op papyri overgeleverde verhaal, "De welsprekende boer", terwijl de variant "Cheti-Nebkaoere" op een rode gewichtssteen van jaspis uit Tell el-Rataba is aangetroffen. Het verhaal van "De welsprekende boer" speelt zich af onder zijn regering. Hij wordt mogelijk vermeld op de Koningslijst van Turijn, al is zijn naam hierin fragmentair overgeleverd.